# Disco de marcar

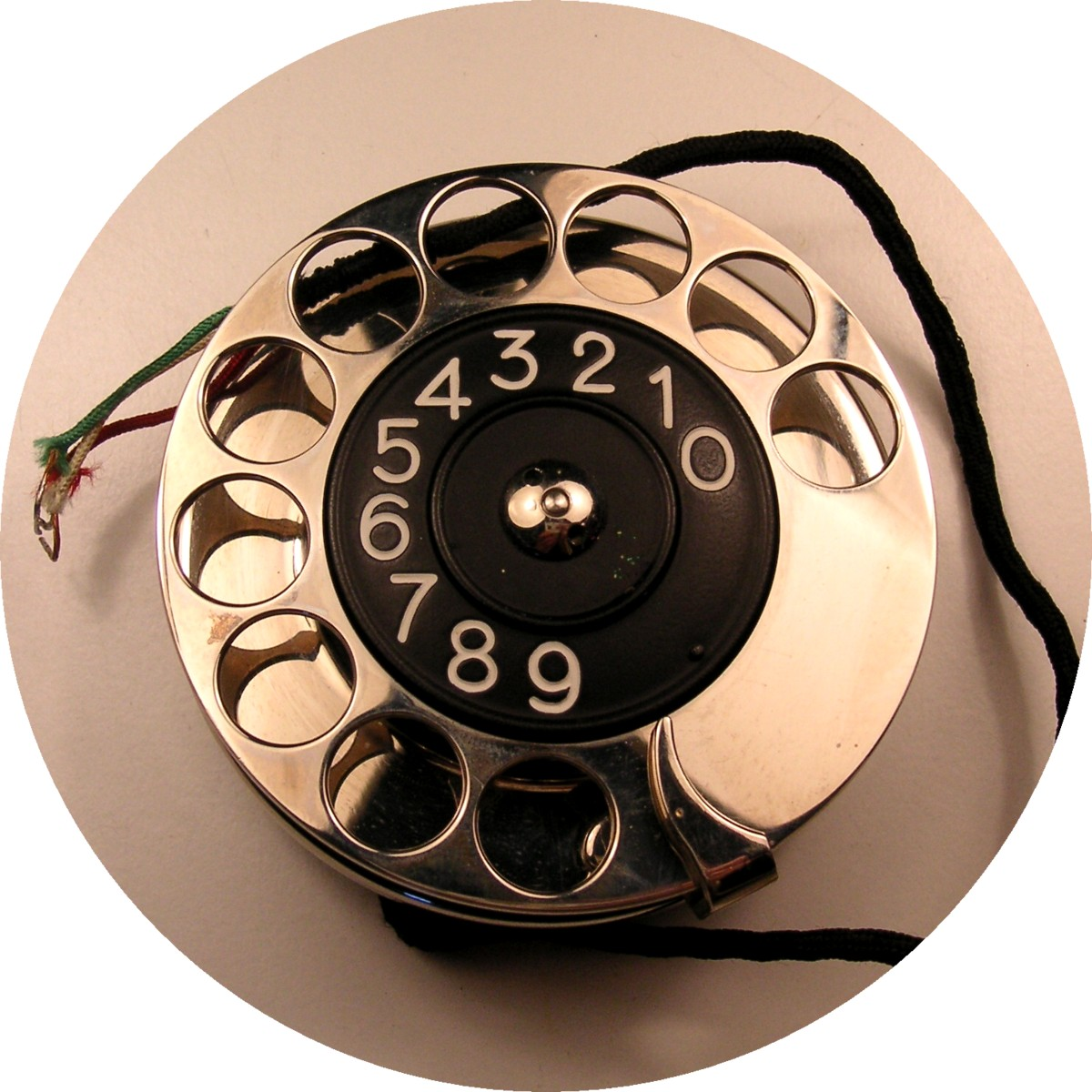
Disco de marcar

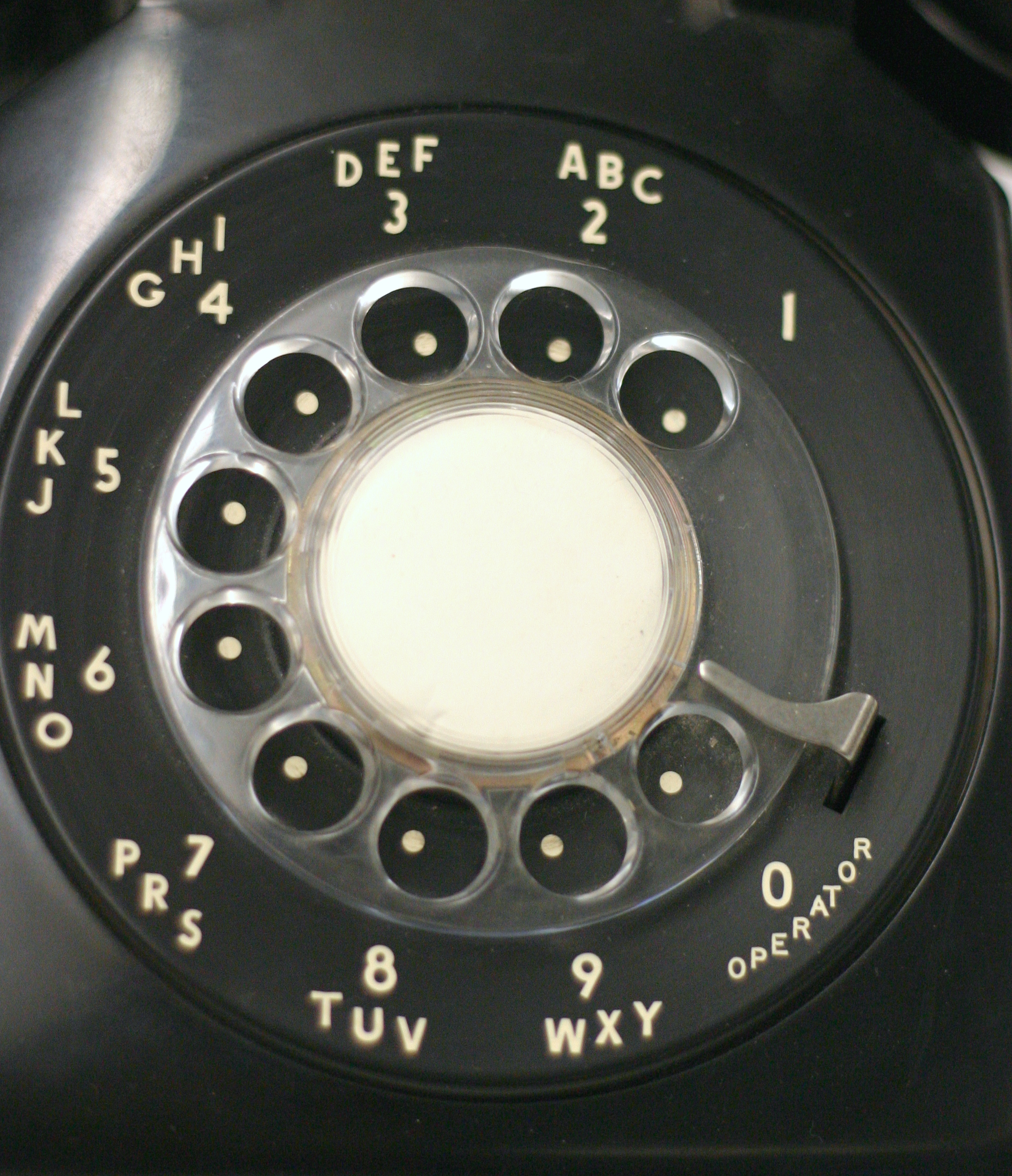
Un dial de teléfono de disco tradicional de América del Norte. La letra asociativa se usó originalmente para marcar intercambios con nombre, pero se mantuvo porque facilitaba la memorización de números de teléfono.

Un dial rotatorio es un componente de un teléfono o una centralita telefónica que implementa una tecnología de señalización en telecomunicaciones conocida como marcación por pulsos. Se utiliza al iniciar una llamada telefónica para transmitir el número de teléfono de destino a una central telefónica.
En el dial rotatorio del teléfono, los dígitos están dispuestos en un diseño circular de modo que una rueda de dedo se pueda girar contra la tensión del resorte con un dedo. Comenzando desde la posición de cada dígito y girando hasta la posición de tope del dedo fijo, el ángulo a través del cual se gira el dial corresponde al dígito deseado. Los teléfonos compactos con el dial en el auricular tenían todos los orificios igualmente espaciados en el dial y un tope de dedo accionado por resorte con recorrido limitado.
Cuando se suelta en el tope del dedo, la rueda vuelve a su posición inicial impulsada por el resorte a una velocidad regulada por un dispositivo regulador centrífugo. Durante esta rotación de retorno, el dial interrumpe la corriente eléctrica continua de la línea telefónica (bucle local) el número específico de veces asociado con cada dígito y, por lo tanto, genera pulsos eléctricos que la central telefónica decodifica en cada dígito marcado. Cada uno de los diez dígitos se codifica en secuencias para corresponder al número de pulsos, por lo que el método a veces se denomina marcación decádica.
Los contactos de pulsos del dial están normalmente cerrados, en serie con el resto de los componentes del circuito. Los pulsos abren brevemente los contactos durante aproximadamente 50 milisegundos. El auricular se desconecta mediante el mecanismo de marcación al marcar para evitar que se escuchen un clic muy fuerte en el auricular. Los relés de liberación lenta en la oficina central evitan que el teléfono se desconecte por pulsos de marcación.
La primera patente para un dial giratorio se otorgó a Almon Brown Strowger (29 de noviembre de 1892) como patente de EE. UU. 486,909, pero la forma comúnmente conocida con agujeros en la rueda de dedo no se introdujo hasta aproximadamente 1904.[cita requerida] Mientras se usa en el teléfono sistemas de las compañías telefónicas independientes, el servicio de marcación rotativa en el Bell System en los Estados Unidos no era común hasta la introducción del modelo 50AL de Western Electric en 1919.
A partir de la década de 1970, el dial giratorio fue reemplazado gradualmente por el marcado con botón DTMF (multifrecuencia de dos tonos), que se presentó por primera vez al público en la Feria Mundial de 1962 con el nombre comercial "Touch-Tone". La tecnología de tonos utilizaba principalmente un teclado en forma de una matriz rectangular de botones pulsadores.

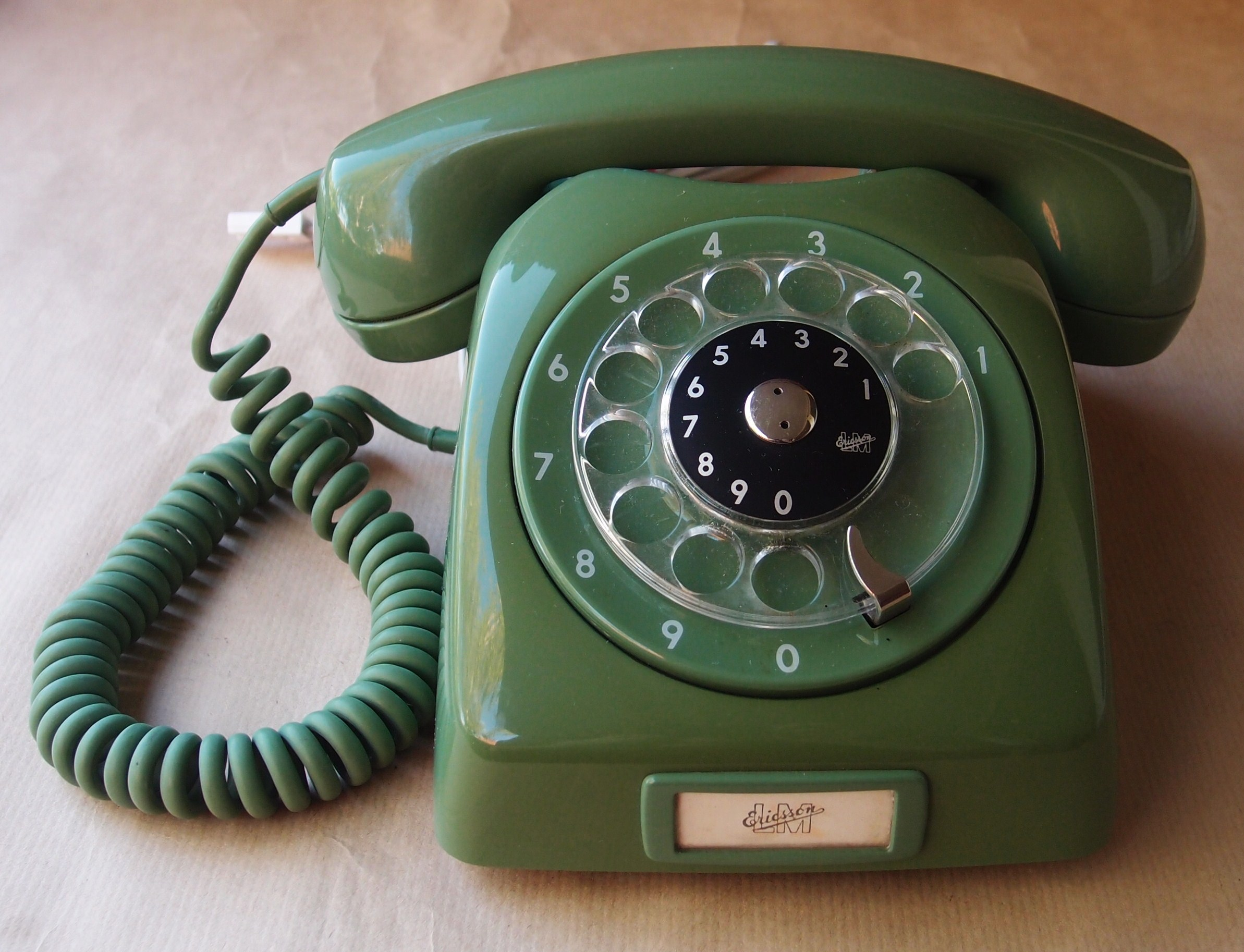
El dial de LM Ericsson de la década de 1960 que siguió siendo popular en Suecia hasta la década de 1980

## Historia

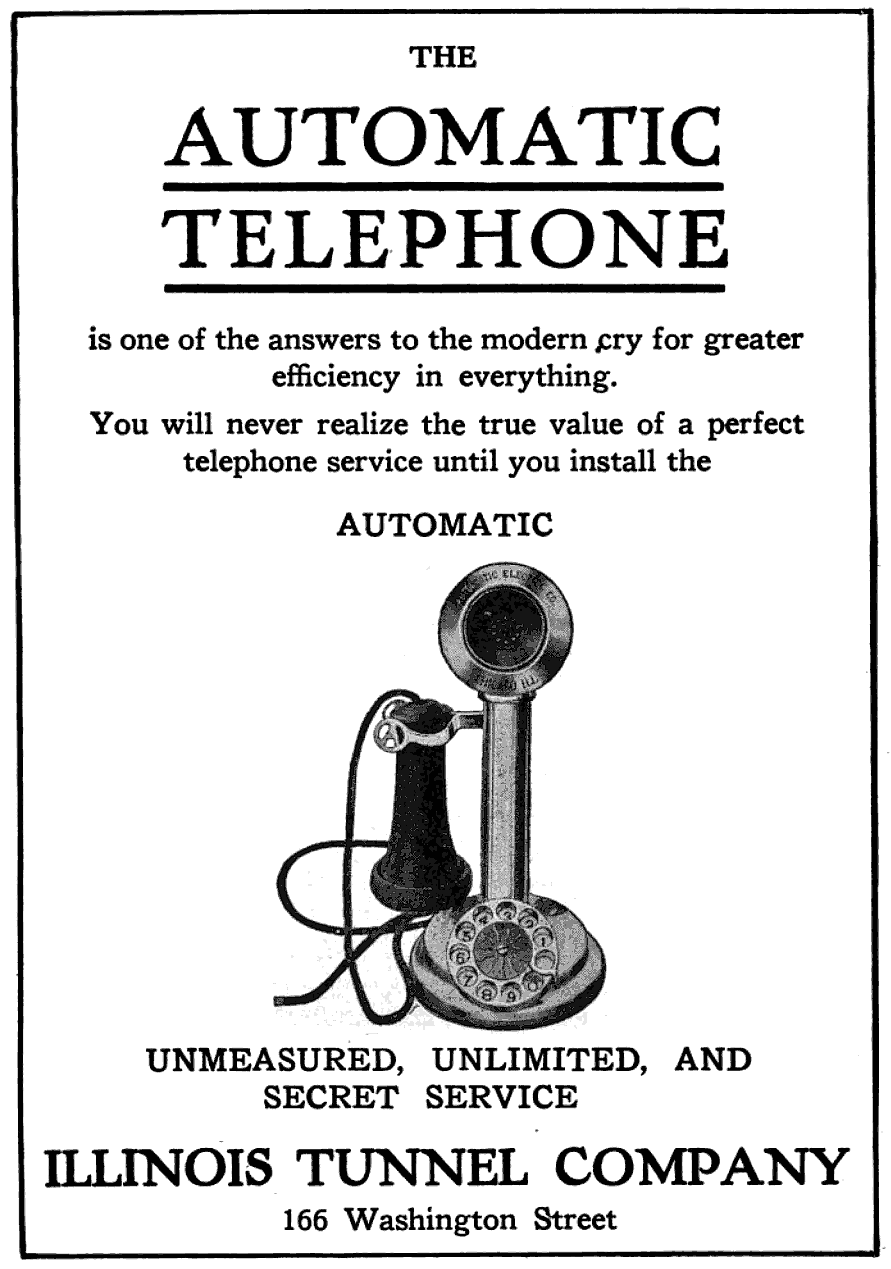
Disco de marcar, 1910

Desde 1836 en adelante, se informaron varias sugerencias e invenciones de diales para enviar señales telegráficas. Después de que se instaló la primera central telefónica comercial en 1878, se hizo evidente la necesidad de un método automatizado y controlado por el usuario para dirigir una llamada telefónica. Al abordar las deficiencias técnicas, Almon Brown Strowger inventó un dial de teléfono en 1891. Antes de 1891, numerosos inventos competidores y 26 patentes de diales, botones pulsadores y mecanismos similares especificaban métodos de señalización de una estación telefónica de destino que un suscriptor quería llamar. La mayoría de las invenciones implican mecanismos costosos e intrincados y requieren que el usuario realice manipulaciones complejas.[cita requerida]
La primera instalación comercial de un dial telefónico acompañó a la primera instalación comercial de una central telefónica automática de 99 líneas en La Porte, Indiana, en 1892, que se basó en los diseños de Strowger de 1891. Los diales originales requerían secuencias operativas complejas. La Automatic Electric Company inventó un sistema viable, aunque propenso a errores, utilizando tres botones en el teléfono. Estos botones representan las centenas, las decenas y las unidades individuales de un número de teléfono. Al llamar al número de abonado 163, por ejemplo, el usuario tenía que pulsar el botón de las centenas una vez, seguido de seis pulsaciones del botón de las decenas y tres pulsaciones del botón de las unidades. En 1896, este sistema fue reemplazado por una máquina automática para hacer contactos.o dispositivo de llamada. El desarrollo continuó durante la década de 1890 y principios de 1900 junto con mejoras en la tecnología de conmutación.
Almon Brown Strowger fue el primero en presentar una patente para un dial giratorio el 21 de diciembre de 1891, que fue otorgada el 29 de noviembre de 1892 como Patente de EE. UU. 486,909. Los primeros diales giratorios usaban orejetas en una placa de dedo en lugar de agujeros, y el tren de pulsos se generaba sin el control de la acción del resorte o un gobernador en el movimiento de avance de la rueda, que resultó ser difícil de operar correctamente.

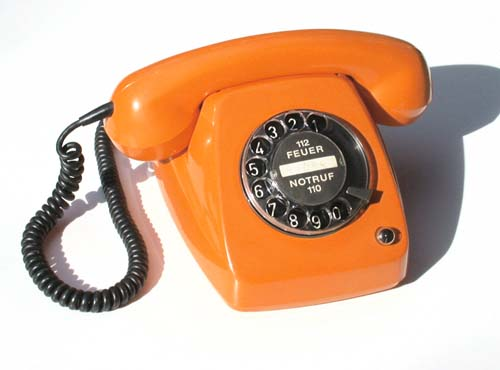
Un teléfono a disco.

En los teléfonos de marcación rotativa, los números más pequeños, como el 2, se marcan más rápidamente que los números más largos, como el 9 (porque el dial gira mucho más con un 9). En 1947, los códigos de área se introdujeron en los Estados Unidos para facilitar la marcación directa a distancia primero por los operadores y luego por los suscriptores. En el sistema original en uso hasta 1995, el primer dígito del código de área no podía ser un uno ni un cero, pero el segundo número tenía que ser uno o cero. Esto permitió que el equipo de conmutación mecánica en las oficinas centrales distinguiera las llamadas locales de las de " larga distancia ", ya que el uno y el cero no tienen letras asociadas que puedan deletrear los nombres de las centrales telefónicas.
Por lo tanto, el código más bajo y más rápido fue el 212; el más alto y el más lento 909. El Bell System, al desarrollar los códigos de área originales, asignó los códigos más bajos a las áreas donde serían más utilizados: las grandes ciudades. 212, el número más bajo, fue la ciudad de Nueva York. Los siguientes a los más bajos, 213 y 312, fueron Los Ángeles y Chicago. 214 fue Dallas, 313 Detroit y 412 fue Pittsburgh. Un número alto, como el 919, fue asignado a Carolina del Norte. Un número aún mayor, 907 (mayor porque el 0 cuenta como 10), fue Alaska.
En la década de 1950, se introdujeron materiales plásticos en la construcción de esferas, reemplazando al metal, que era más pesado y estaba sujeto a un mayor desgaste.
A pesar de su falta de funciones modernas, los teléfonos rotativos ocasionalmente encuentran usos especiales. Por ejemplo, la coalición antidrogas Fairlawn Coalition de la sección Anacostia de Washington D. C., persuadió a la compañía telefónica para que reinstalara los teléfonos públicos de discado rotativo en la década de 1980 para desalentar el merodeo de los compradores de drogas, ya que los diales no se podían usar para dejar mensajes digitales codificados en los buscapersonas de los distribuidores. También se conservan por su autenticidad en propiedades históricas como el Motel Blue Swallow de la Ruta 66 de EE. UU., que se remonta a la era de los intercambios de nombres y la marcación por pulsos.

## Construcción

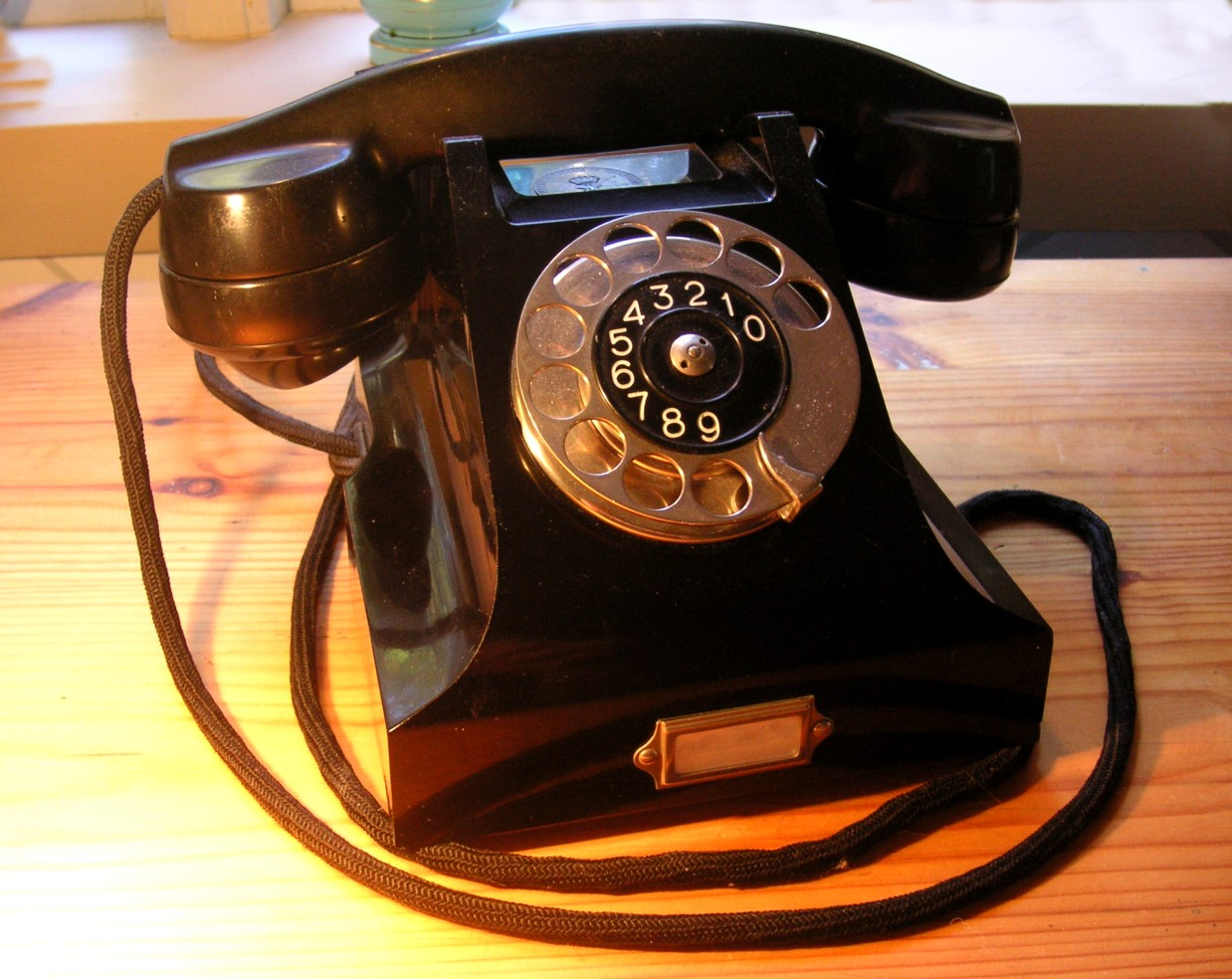
Un teléfono de marcación rotatoria Ericsson de 1931 sin letras en la ruedecilla, típico de los teléfonos europeos. El 0 precede al 1.

Un dial giratorio generalmente presenta una construcción circular. El eje que acciona el mecanismo de conmutación mecánico es impulsado por la rueda de dedo, un disco que tiene diez orificios para los dedos alineados cerca de la circunferencia. La rueda de dedo puede ser transparente u opaca, lo que permite ver la placa frontal o la placa de número de abajo, ya sea en su totalidad o mostrando solo la asignación de números para cada orificio de dedo. La placa frontal está impresa con números y, a veces, letras, correspondientes a cada orificio para los dedos. El 1 normalmente se establece aproximadamente a 60 grados en el sentido de las agujas del reloj desde el punto más alto del dial, o aproximadamente en la posición de las 2 en punto, y luego los números avanzan en sentido antihorario, con el 0 aproximadamente a las 5 en punto.[cita requerida] Un dispositivo curvo llamado tope de dedo se encuentra sobre el dial aproximadamente en la posición de las 4 en punto. La naturaleza física del mecanismo de marcación en los teléfonos rotativos permitió el uso de mecanismos de bloqueo físicos para evitar el uso no autorizado. El bloqueo podría ser integral al teléfono o un dispositivo separado insertado a través del orificio para el dedo más cercano al tope del dedo para evitar que el dial gire.

## Letras
Además de los números, la placa frontal suele estar impresa con letras que corresponden a cada orificio para los dedos. En América del Norte, los diales tradicionales tienen códigos de letras que se muestran con los números debajo de los orificios para los dedos en el siguiente patrón: 1, 2 ABC, 3 DEF, 4 GHI, 5 JKL, 6 MNO, 7 PRS, 8 TUV, 9 WXY y 0 (a veces Z) Operador. Las letras se asociaron con los números de marcación para representar los nombres de las centrales telefónicas en las comunidades que tenían más de 9,999 líneas telefónicas y, además, se les dio un mnemónico significativo para facilitar la memorización de los números de teléfono individuales al incorporar sus nombres de las centrales. Por ejemplo: "RE7-xxxx" representaba "REgent 7-xxxx", siendo "Regent" un nombre de intercambio local utilizado en Canadá, derivado de un número de teléfono precursor anterior, '7xxxx', y las personas que llaman en realidad marcan '73 -7xxxx '(737-xxxx).
El uso de letras en los diales fue propuesto en 1917 por WG Blauvelt de AT&T. Las grandes ciudades como Nueva York requerirían en última instancia un número de siete dígitos, pero algunas pruebas realizadas a principios del siglo XX indicaron que la memoria a corto plazo de muchas personas no podía manejar siete dígitos y que podrían ocurrir muchos errores de marcación debido a lapsos de memoria (la documentación porque estas pruebas se pierde).[cita requerida] De ahí que las primeras centrales automáticas del Panel, inauguradas en 1915 en Newark (Nueva Jersey), utilizaran un funcionamiento "semiautomático" en el que el operador local tecleaba el número para la persona que llamaba. Y como las grandes ciudades tendrían tanto centrales manuales como automáticas durante algunos años, los números de las centrales manuales o automáticas tendrían el mismo formato (originalmente MULberry 3456, con tres letras y luego cuatro números), que podía ser hablado o marcado.
En el Reino Unido, la letra "O" se combinó con el dígito "0" en lugar de "6". En las grandes ciudades, los números de siete dígitos constaban de tres letras para el nombre del intercambio, seguidas de cuatro números. Los teléfonos australianos de discado rotatorio más antiguos tenían la letra correspondiente de cada número impresa en un disco de papel en el centro de la placa, con un espacio donde el suscriptor podía agregar el número de teléfono.[cita requerida] El papel estaba protegido por un disco de plástico transparente, sostenido en su lugar por una forma de anillo de retención que también sirvió para ubicar el disco radialmente. El mapeo de letra a número australiano fue A = 1, B = 2, F = 3, J = 4, L = 5, M = 6, U = 7, W = 8, X = 9, Y = 0, entonces el número de teléfono BX 3701 era de hecho 29 3701. Cuando Australia alrededor de 1960 cambió a marcaciones telefónicas totalmente numéricas, una mnemotécnica para ayudar a las personas a asociar letras con números fue la frase "Todos los peces grandes saltan como locos bajo el agua excepto los yabbies". Sin embargo, estos códigos de letras no se utilizaron en todos los países.

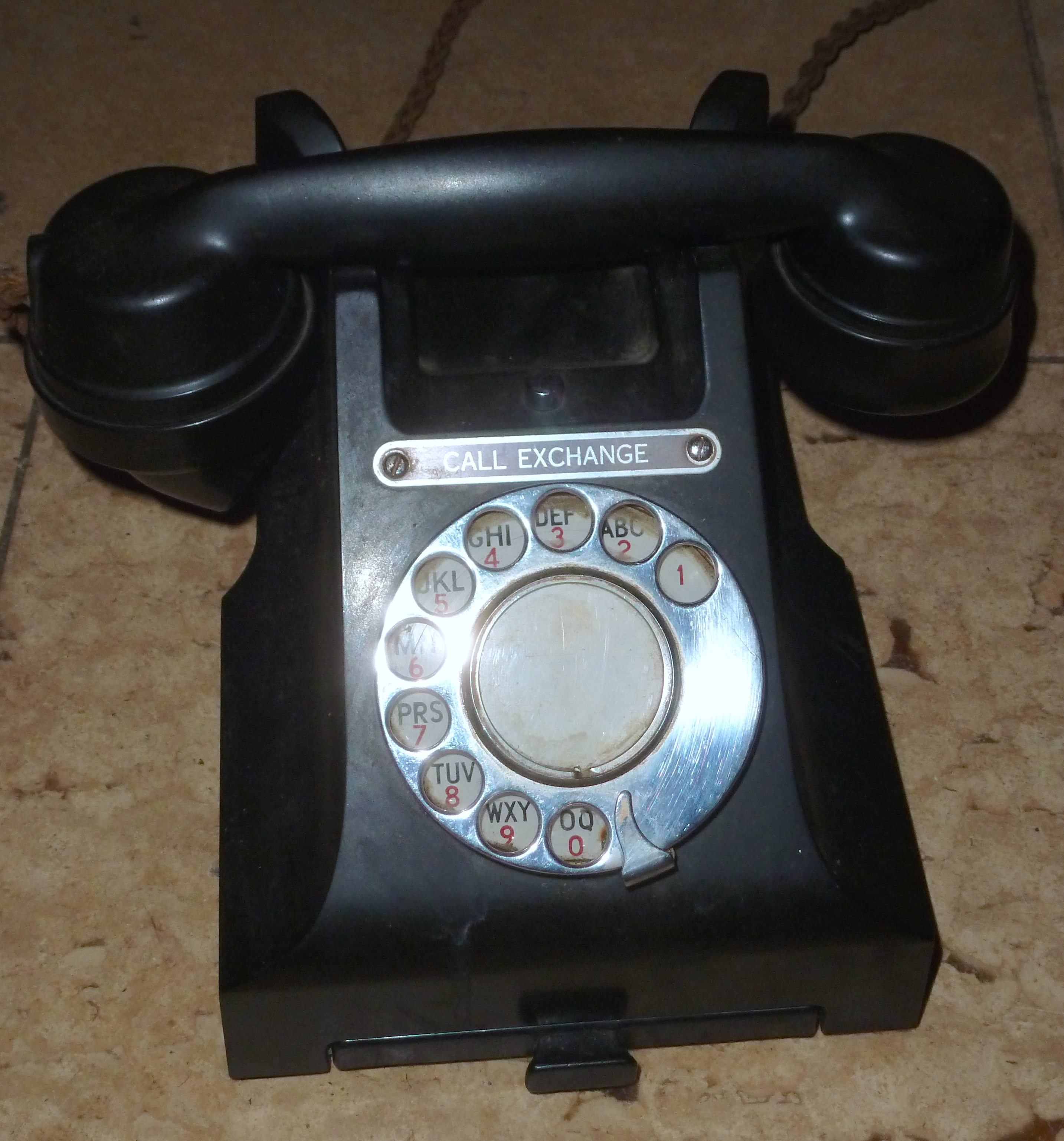
Teléfono con letras en su dial giratorio (década de 1950, Reino Unido)

Los diales fuera de Canadá, Estados Unidos y las grandes ciudades de Gran Bretaña (antes de la marcación de todas las cifras) generalmente no tenían caracteres alfabéticos o una indicación de la palabra "operador" además de los números.[cita requerida] La designación alfabética de los intercambios con letras cirílicas (А, Б, В, Г, Д, Е, Ж, И, К, Л para cada uno de los dígitos del 1 al 0 respectivamente) también se utilizó durante un breve período en la Unión Soviética

## Función

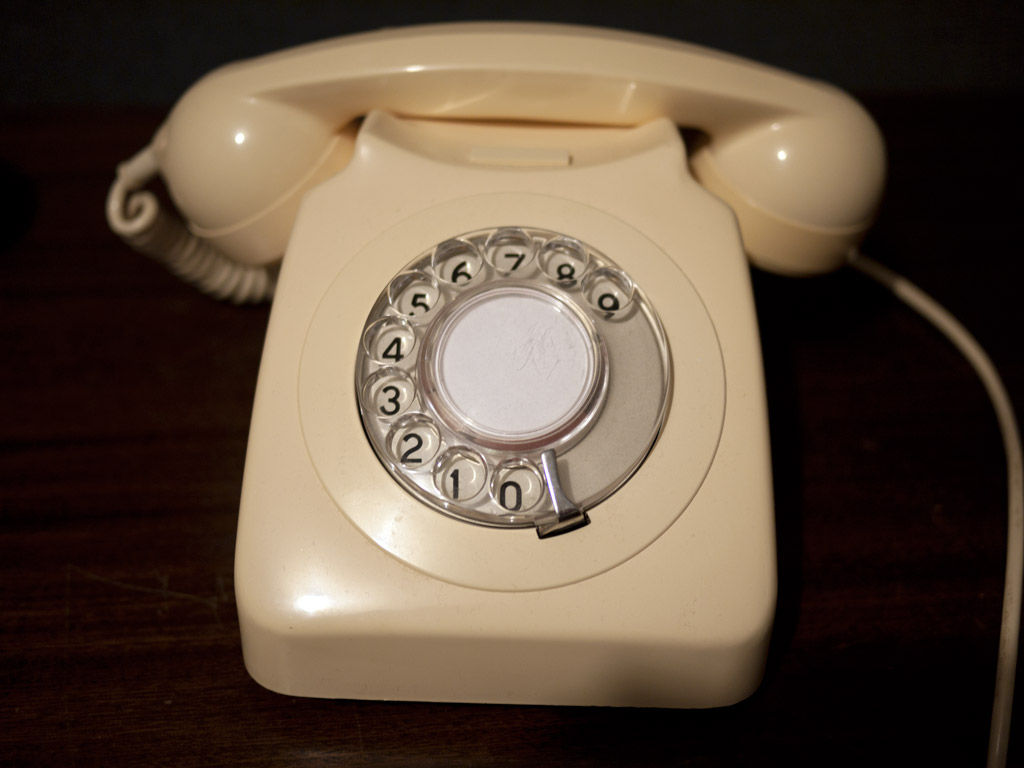
Teléfono rotatorio de Nueva Zelanda, que utilizó un orden inverso de los números.

Para marcar un número, el usuario coloca un dedo en el orificio correspondiente y gira el dial en el sentido de las agujas del reloj hasta que llega al tope. Luego, el usuario saca el dedo y un resorte en el dial lo devuelve a la posición de reposo. Por ejemplo, si el usuario marca "6" en un teléfono estadounidense, los contactos eléctricos operados por una leva en el eje del dial y un trinquete se abrirán y cerrarán seis veces cuando el dial regrese a la posición inicial, enviando así seis pulsos a la central.
Se utilizan diferentes sistemas de impulsos, que varían de un país a otro. Por ejemplo, Suecia usa un pulso para señalar el número cero y 10 pulsos para señalar el número nueve. Nueva Zelanda usa diez pulsos menos el número deseado; por lo que marcar 7 produce tres pulsos. En Noruega, se utilizó el sistema estadounidense con el número '1' correspondiente a un pulso, excepto en la capital, Oslo, que utilizó el mismo sistema "inverso" que en Nueva Zelanda.
Por esta razón, los números en el dial se cambian en diferentes países, o incluso en diferentes áreas de un país, para trabajar con su sistema debido a la diferencia en la disposición de los números en el dial. La numeración de marcación puede ocurrir en cuatro formatos diferentes, con 0 adyacente al 1 o al 9, y los números en orden ascendente o descendente, siendo el 0, 1 o 9 el más cercano al tope del dedo.
Los teléfonos de marcación rotativa no tienen función de rellamada; se debe marcar el número completo para cada intento de llamada.
Desde finales de la década de 1940, los teléfonos se rediseñaron con números y letras en un anillo fuera de la ruedecilla para brindar una mejor visibilidad.

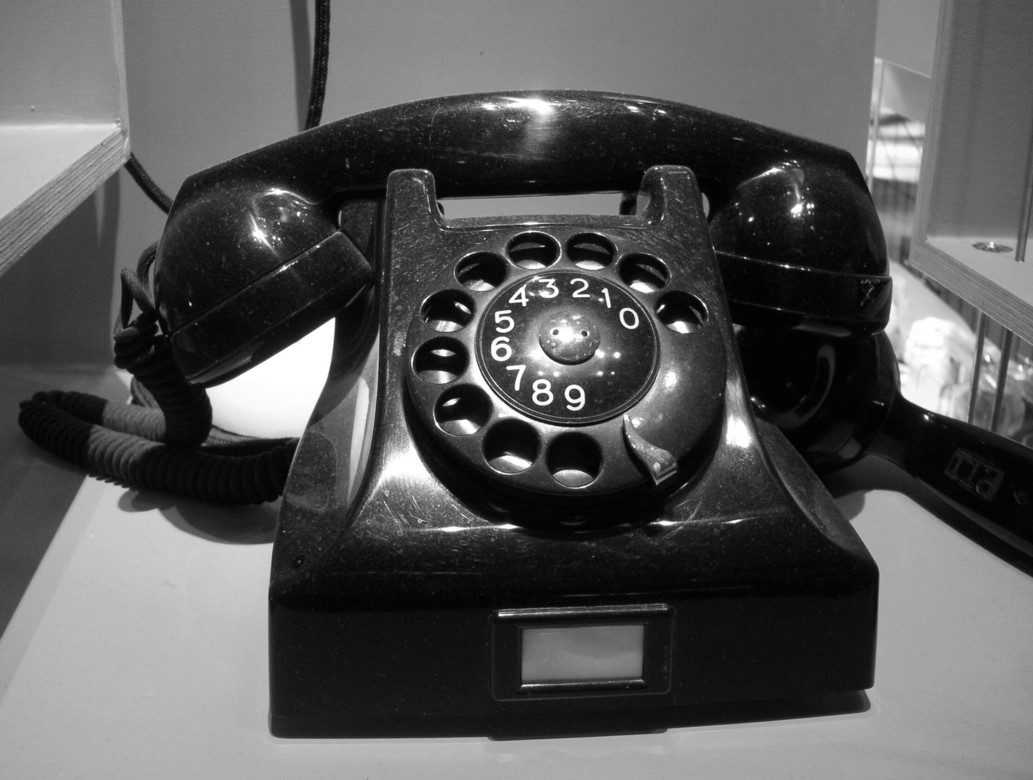
Teléfono de disco sueco. El 0 precede al 1.

### Llamadas de emergencia
Una reliquia de estas diferencias se encuentra en los números de teléfono de emergencia utilizados en varios países; el Reino Unido seleccionó el 999 debido a la facilidad de convertir los números de llamada de la oficina en llamadas gratuitas. "0" para el operador ya estaba libre, y la leva que eliminó la derivación en la línea cuando el dial se giró a la posición "0" podría modificarse para incluir el dígito adyacente "9" (y "8" si es necesario) de modo que las llamadas a "0" y "999" se pudieran realizar sin insertar monedas. En Nueva Zelanda, se seleccionó 111 porque los diales de numeración inversa de Nueva Zelanda hacen que cada dígito "1" envíe 9 pulsos a la oficina central / central telefónica (como "9" en Gran Bretaña), lo que permite utilizar equipos de central británica listos para usar. 

### Muelle de retroceso
Los primeros diales funcionaban por acción directa o indirecta. Los pulsos se generaron a medida que el dial giraba hacia la posición de parada del dedo. Cuando el movimiento de la mano del usuario era errático, producía números incorrectos. A finales del siglo XIX, el dial se perfeccionó para funcionar automáticamente mediante un resorte de retroceso. El usuario seleccionó el dígito a marcar, giró el dial hasta el tope y luego lo soltó. El resorte hizo que el dial girara de regreso a su posición inicial durante la cual se mantuvo una velocidad constante con un regulador centrífugo.
Los diales en las estaciones de usuario generalmente producían pulsos a una velocidad de diez pulsos por segundo (pps), mientras que los diales en las consolas del operador en Crossbar o intercambios electrónicos a menudo pulsaban a 20 pps.
El gobernador de dial giratorio está sujeto a desgaste y envejecimiento, y puede requerir limpieza, lubricación y ajuste periódicos por parte de un técnico telefónico. En el video, el led verde muestra los pulsos de impulso del dial y el led rojo muestra la función de contacto anormal del dial.
Los contactos anormales suelen tener dos funciones adicionales. Pueden implementar una derivación a través del circuito del transmisor y la bobina de inducción para maximizar la señal pulsante del dial eliminando todas las impedancias internas del aparato telefónico. Otra función es cortocircuitar el auricular del teléfono durante la marcación, para evitar que el usuario del teléfono escuche un ruido de clic.

### Marcaciones dentro de los teléfonos
Algunos teléfonos incluyen un pequeño dial integrado en el auricular, con un tope móvil. El usuario gira el dial en el sentido de las agujas del reloj hasta que el tope del dedo deja de moverse, luego suelta ambos. En este diseño, los orificios se extienden alrededor de toda la circunferencia de la esfera, lo que permite un diámetro reducido. Esto fue introducido por Western Electric en el teléfono compacto Trimline, el primero en ubicar el dial en el auricular. En España, estos teléfonos fueron fabricados para CTNE (Compañía Telefónica Nacional de España) por "CITESA", fábrica con sede en Málaga, siendo denominada como teléfonos "Góndola" por su particular forma. Los sets de Góndola españoles se equiparon desde el principio con una serie de ledes rojos conectados con la línea, permitiendo que el dial ("disco" en español) se iluminara a contraluz mientras se marcaba. Para eso, el led fue puenteado por un diodo Zener antiparalelo, para permitir que pasara la CC incluso si la polaridad de la línea se invirtiera. En caso de inversión de polaridad de línea, el leds no se iluminaría, pero el teléfono funcionaría de todos modos. El led y el diodo Zener estaban contenidos en el mismo paquete para facilitar el montaje en la fabricación.

### Teléfonos de pulso de botón
En el Reino Unido, se construyeron algunos teléfonos tempranos (de mediados a finales de la década de 1960) que continuaron proporcionando la misma señalización de dial rotatorio en su PABX mediante el uso de un convertidor separado para dar 10-PPS, pero se operaban con botones. Algunos de estos, como el GPO 726 o 728, se pueden distinguir de los teléfonos de tonos por la falta de teclas * y # y un diseño de teclas inusual.
Más tarde, los llamados Keyphones "Autónomos" (SC) utilizaron un circuito electrónico alimentado por línea dentro del teléfono para convertir los dígitos ingresados para dar 10-PPS que se requerían para funcionar en intercambios públicos normales Strowger, Crossbar o Electrónicos. Son GPO (BT) tipo 756 (sin batería), 1/764 y 2/764 o 765 (con baterías de NiCD), o 766 (sin batería), por nombrar algunos. Estos tampoco tienen las teclas * o #.